# Metropolitan TV
Metropolitan TV fue un canal de televisión autonómico que emitía para Andalucía, la Comunidad de Madrid y la Comunidad Valenciana desde el 25 de octubre de 2010 y también para la Región de Murcia desde el 20 de junio de 2012. La cadena también emitía en las Islas Baleares. Su versión en lengua catalana para Cataluña recibe el nombre de Canal Català. El canal cesó sus emisiones el 20 de febrero de 2013.

## Historia y programación
Tras el salto de La 10 a nivel nacional el 20 de septiembre de 2010, La 10 Andalucía, La 10 Madrid y La 10 Comunidad Valenciana emitieron durante varias semanas la misma programación que La 10, hasta que el 25 de octubre del mismo año fueron sustituidas por el canal Metropolitan TV. Más tarde, el 20 de junio de 2012, el canal también sustituyó a La Verdad TV en la Región de Murcia. La cadena también inició sus emisiones en las Islas Baleares.
En general, el programa principal era Queremos opinar, un debate presentado por Carlos Fuentes que se emitía de 17:00 a 18:30 horas. El resto de la parrilla se completaba con películas y series de categoría Serie B, programas de tarot y teletienda, aunque a las 9:00 horas se repetía la edición de Queremos Opinar del día anterior. Por su parte, especialmente en Andalucía, desde el 25 de octubre de 2010 hasta el 14 de septiembre de 2012, se emitía Andalucia a debate, un programa de tertulia política. Además, la cadena también contaba en esta comunidad autónoma con dos ediciones de informativos que se emitían de lunes a viernes a las 14:00 y a las 20:00 horas, respectivamente, presentados por la periodista Anabel Flores.
Desde el 12 de octubre de 2012 hasta el 25 de enero de 2013, el programa Queremos Opinar pretendía emitir para toda España, aunque hasta aquel momento sólo se pudo ver en aquellas comunidades autónomas en las que emite Metropolitan TV. Sin embargo, el lunes 28 de enero de 2013, el programa Queremos Opinar pasó a emitirse a nivel nacional en Intereconomía Televisión, tras el alquiler de la franja de tarde de la cadena nacional a Canal Català. Así, desde el 28 de enero, Metropolitan TV emitía mayoritariamente tarot, teletienda y, en menor medida, películas y series de categoría Serie B.
Finalmente, Metropolitan TV cesó sus emisiones el 20 de febrero de 2013, siendo el canal de comunicación comercial Ehs.TV el que lo sustituyó de manera temporal en sus frecuencias autonómicas hasta la llegada del Canal BOM (posteriormente, BOM Cine). Esta se produjo el 19 de agosto de 2016 en la Región de Murcia, la Comunidad de Madrid y Andalucía, mientras que a la Comunidad Valenciana no llegó hasta el 1 de septiembre de 2017.